# Мірськ
Мірськ (пол. Mirsk, нім. Friedeberg) — місто в південно-західній Польщі, на річці Квіса.
Належить до Львувецького повіту Нижньосілезького воєводства.

## Демографія
Демографічна структура станом на 31 березня 2011 року:
|          | Загалом | Допрацездатний вік | Працездатний вік | Постпрацездатний вік |
| -------- | ------- | ------------------ | ---------------- | -------------------- |
| Чоловіки | 353     | 61                 | 249              | 43                   |
| Жінки    | 389     | 85                 | 222              | 82                   |
| Разом    | 742     | 146                | 471              | 125                  |